# Stamlijn Delfzijl
De stamlijn Delfzijl is een goederenspoorlijn die bij het station Delfzijl aansluit op de spoorlijn Groningen - Delfzijl. De stamlijn werd aangelegd in 1973 en loopt langs de haven van Delfzijl naar het industriegebied Oosterhorn. De hele lijn bevindt zich binnen de gemeente Eemsdelta. Onderweg passeert de spoorlijn het lege middeleeuwse kerkje van Heveskes, een van de verdwenen dorpen in de Oosterhoek.

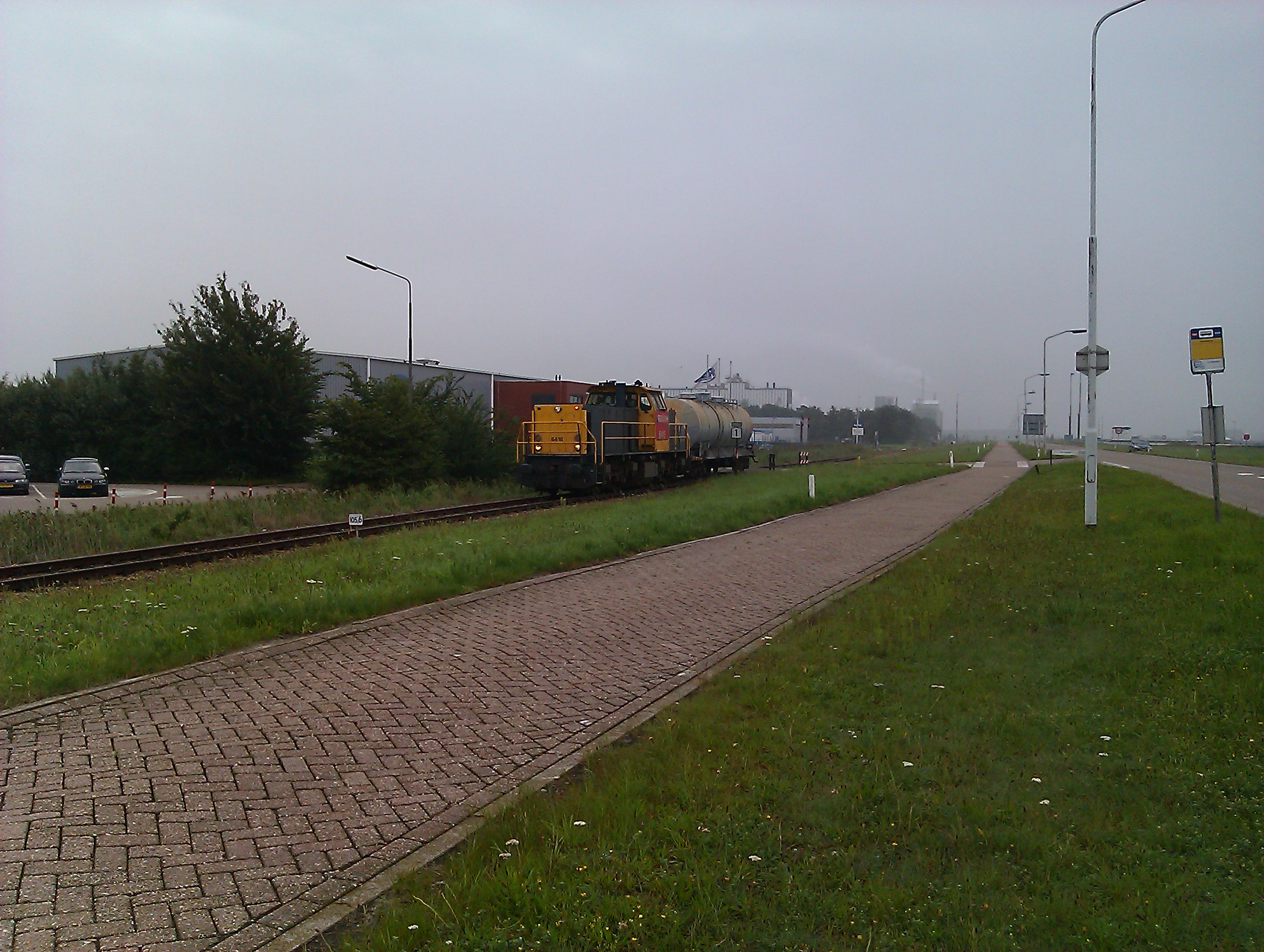
Een kort konvooi op de stamlijn
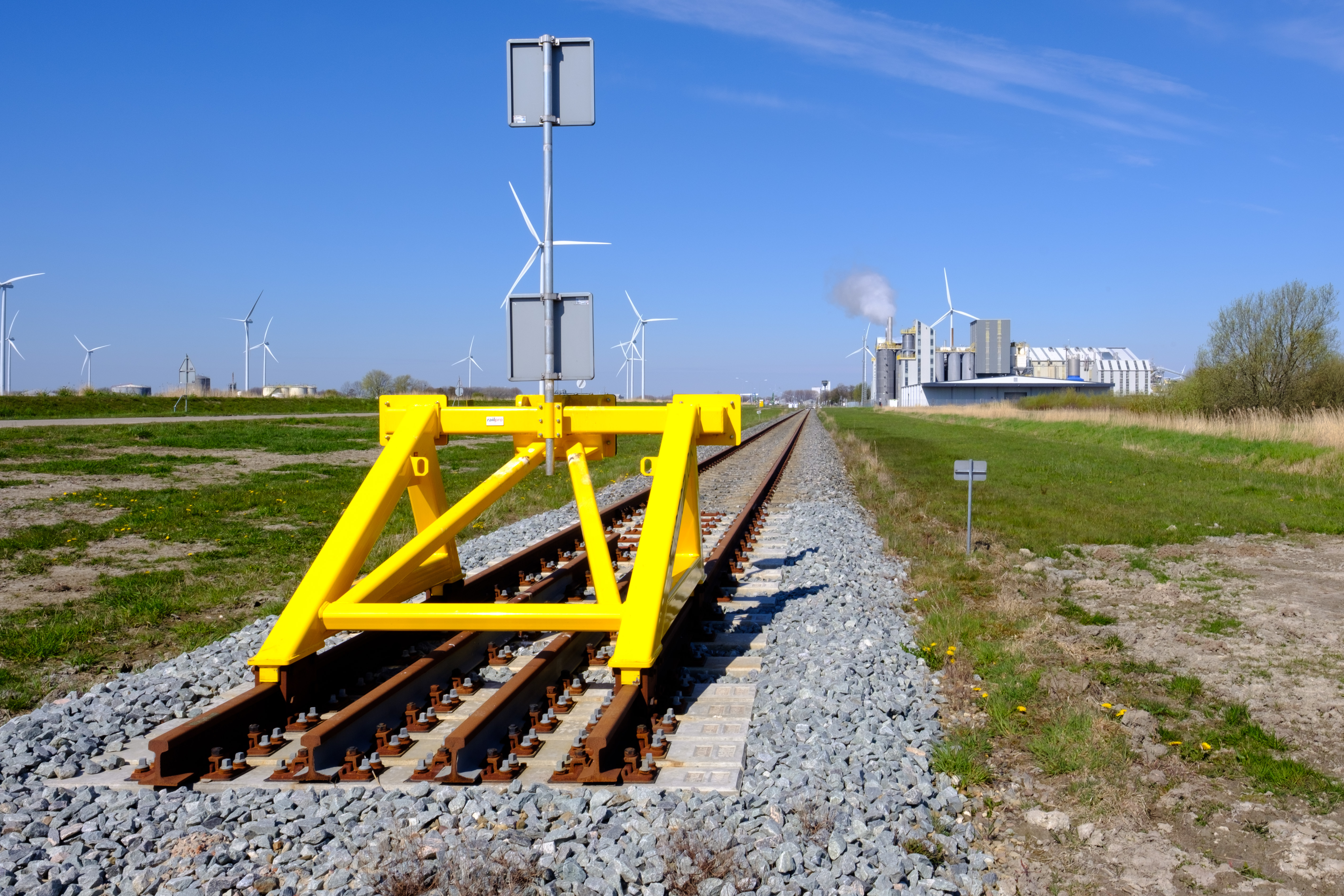
Eindpunt van de lijn gezien richting Chemiepark De Valgen in het westen met rechts PPG
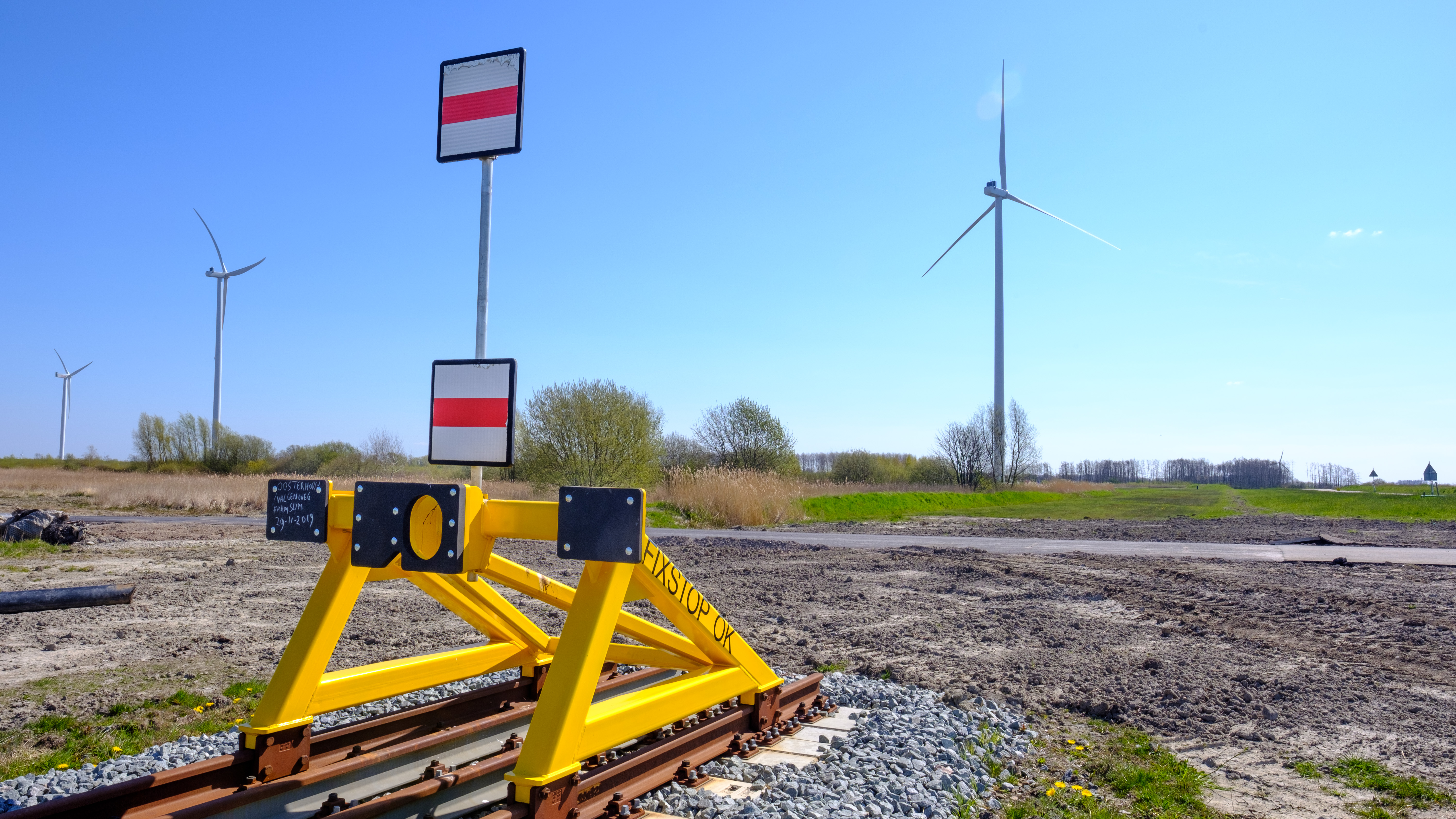
Eindpunt gezien naar het nog braakliggende terrein in het oosten (2021)
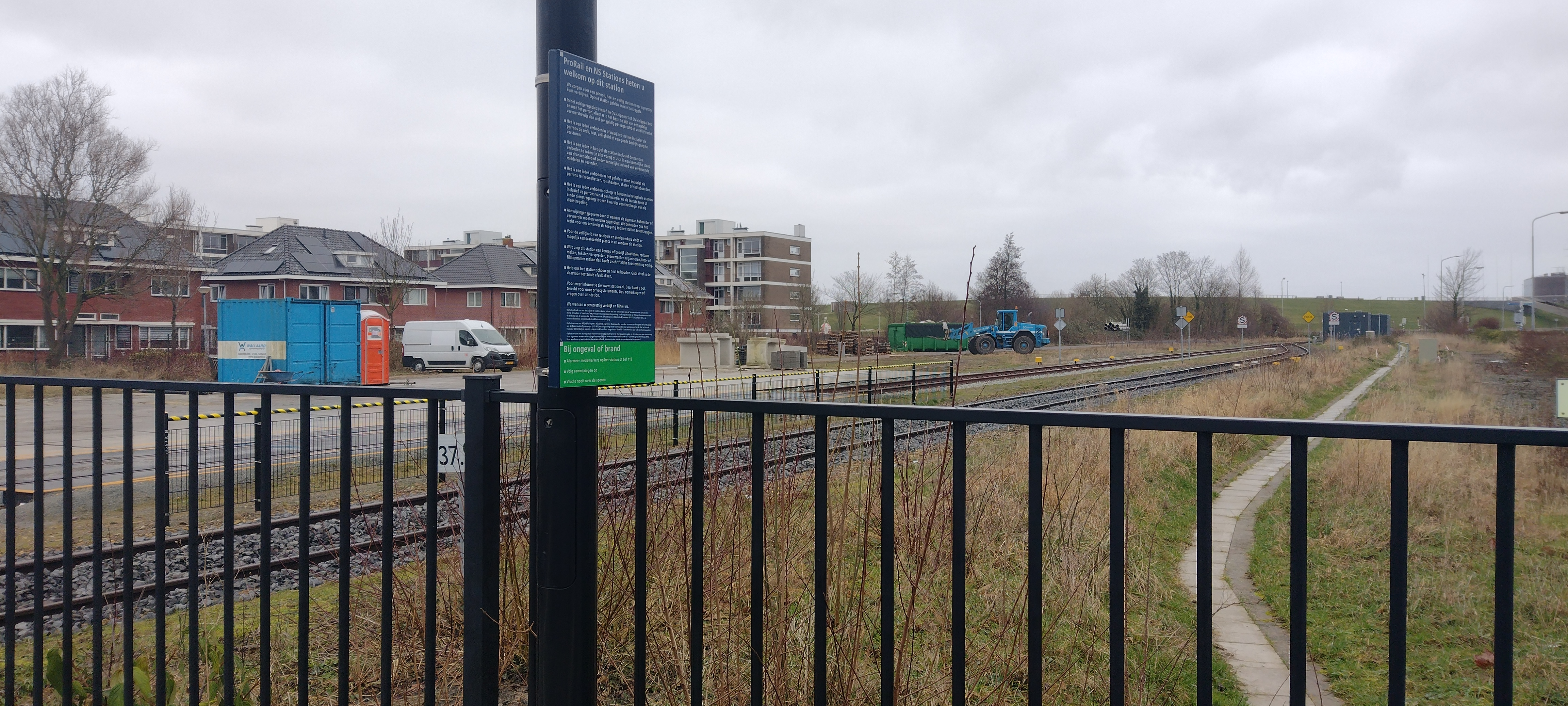
Begin van de stamlijn bij het station Delfzijl
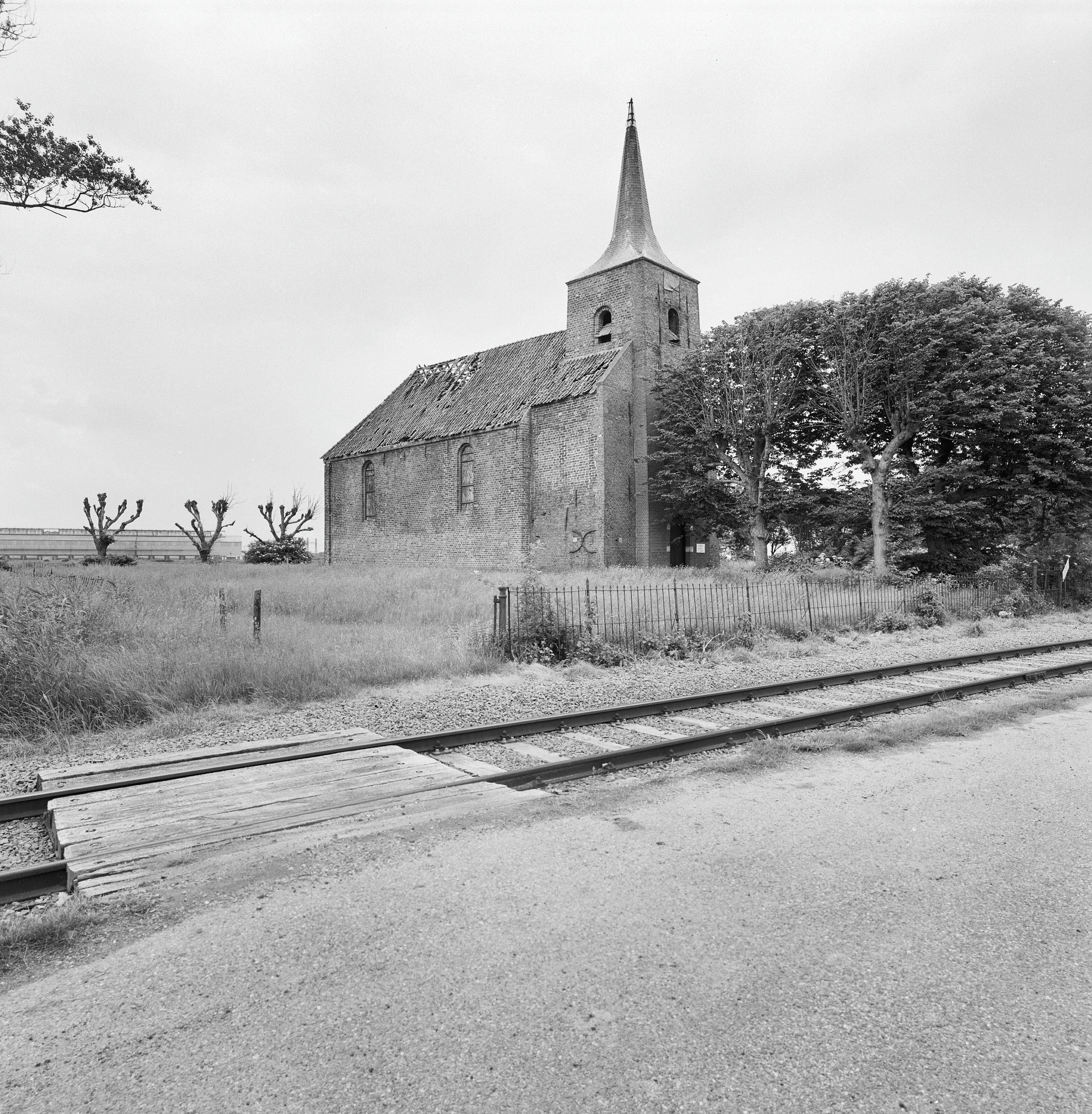
De lijn bij de kerk van Heveskes